# Choice
Choice è il tredicesimo album della cantante giapponese Megumi Hayashibara uscito il 21 luglio 2010 per la King Records. L'album ha raggiunto la sesta posizione della classifica degli album più venduti in Giappone, vendendo 18 926 copie.

## Tracce
1. Shuuketsu no Sono e ~AYANAMI ver.~ (集結の園へ～AYANAMI ver.～)
2. Shuuketsu no sono he (集結の園へ)
3. Lucky & Happy
4. A Happy Life
5. Ame no Inu (雨の子犬)
6. Career Girl not Woman (キャリアGirl not Woman)
7. Ao Shashin (青写真)
8. Sunadokei (砂時計)
9. Plenty of Grit
10. Front Breaking
11. www.co.jp ~Ballad Version~
12. JUST BEGUN
13. Revolution